# Pottia areolata
Pottia areolata là một loài Rêu trong họ Pottiaceae. Loài này được (C. Knight) R. Br. bis miêu tả khoa học đầu tiên năm 1893.